# Adán Godoy
Adán Aquilino Godoy Rubina (Copiapó, Atacama, Chile, 26 de noviembre de 1936) es un exfutbolista profesional chileno. En el campo de juego se desempeñó como guardameta o arquero.

## Trayectoria
Sus inicios en la provincia de Atacama lo sitúan defendiendo el arco del club Lusitania, en Inca de Oro. Como resultado de sus actuaciones fue nominado a las selecciones de Copiapó y Vallenar. 
En 1956 fue contratado por Colo-Colo, debutando profesionalmente en 1957, jugando como reserva de Sergio Livingstone, pero sus mejores campañas, en la 1º A, las cumplió en Santiago Morning, equipo que lo contrató en 1958. También jugó en Universidad Católica y Audax Italiano.
Entre sus cualidades exhibió rapidez de reflejos, buena ubicación y seguridad de manos, siempre acompañado de suerte, ya que, en muchas ocasiones, cuando ya la pelota lo había superado y el gol se aclamaba, el horizontal o los verticales evitaron la conversión.
El último registro en un partido oficial es el 23 de junio de 1979, 10.ª fecha de la primera rueda, en Santa Laura, Santiago Morning 1 – Santiago Wanderers 4, reemplazó al arquero titular Pedro Olivera, quien fue expulsado. Su retiro fue a los 43 años de edad.

## Selección nacional

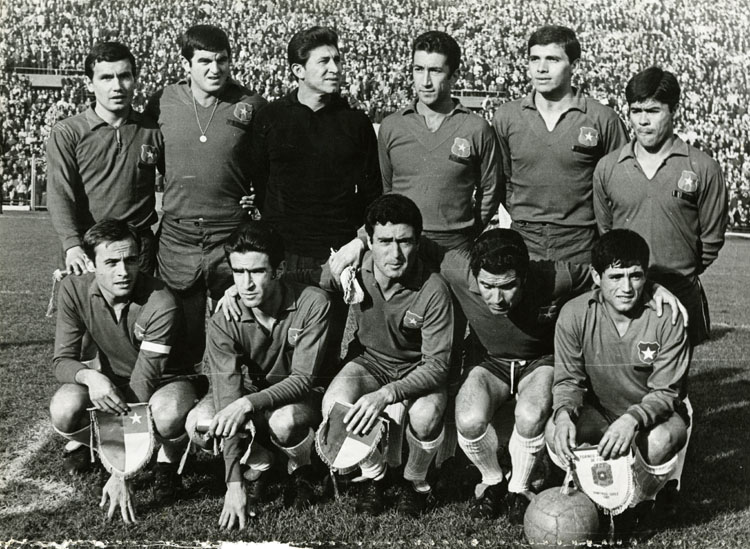
Godoy junto a la selección chilena en 1966.

Fue internacional con la Selección de Chile, entre los años 1962 y 1966, período durante el cual jugó 23 partidos. Fue llamado por Fernando Riera al plantel que preparó para la Copa del Mundo 1962, siendo primero arquero de la Selección “B”, para ser nominado arquero N.º 2 de la Selección mundialista del 62. El DT mundialista Fernando Riera lo nominó para jugar el partido definitorio del tercer lugar , frente a Yugoslavia, terminando el partido con su valla invicta.
También cuatro años después fue nominado para formar parte del conjunto que concurrió al Mundial de Londres en 1966, donde iba contemplado como arquero titular, pero una lesión en un dedo lo privó de participar en los partidos.

### Participaciones en Copas del Mundo
| Torneo               | Sede       | Resultado     |
| -------------------- | ---------- | ------------- |
| Copa Mundial de 1962 | Chile      | Tercer puesto |
| Copa Mundial de 1966 | Inglaterra | Primera fase  |

## Clubes
| Club                 | País  | Año       |
| -------------------- | ----- | --------- |
| Colo-Colo            | Chile | 1956-1957 |
| Santiago Morning     | Chile | 1958-1964 |
| Universidad Católica | Chile | 1965-1968 |
| Audax Italiano       | Chile | 1969-1972 |
| Santiago Morning     | Chile | 1973-1979 |

## Palmarés

### Torneos nacionales de reservas
| Título             | Equipo               | País  | Año  |
| ------------------ | -------------------- | ----- | ---- |
| Torneo de Reservas | Universidad Católica | Chile | 1965 |
| Torneo de Reservas | Universidad Católica | Chile | 1966 |
| Torneo de Reservas | Universidad Católica | Chile | 1967 |

### Torneos nacionales oficiales
| Título           | Club                 | País  | Año  |
| ---------------- | -------------------- | ----- | ---- |
| Primera División | Universidad Católica | Chile | 1966 |
| Primera B        | Santiago Morning     | Chile | 1974 |

### Torneos internacionales oficiales
| Título                      | Equipo             | Sede  | Año  |
| --------------------------- | ------------------ | ----- | ---- |
| 3er lugar Copa Mundial 1962 | Selección de Chile | Chile | 1962 |

### Distinciones individuales
| Distinción                                               | Año  |
| -------------------------------------------------------- | ---- |
| Mejor Conducta - Premio Mutual de Árbitros Profesionales | 1973 |
| Mejor Deportista del Fútbol Profesional (Chile)          | 1974 |